# 潘忠
潘忠（？年—1514年），字世贞，明朝弘治时期的御马监太监。

## 生平
弘治年间，担任御马监太监。
正德元年（1506年），出任两广镇守太监。正德九年（1514年），去世。